# الحرب الأهلية الحشمونية
كانت الحرب الأهلية الحشمونية حربًا أهلية بين اثنين من المطالبين بالتاج اليهودي الحشموني. إن ما بدأ كنزاع بين اليهود أصبح صراعًا حاسمًا للغاية شمل المملكة النبطية وانتهى بمشاركة الجمهورية الرومانية. لقد أدى هذا الصراع إلى فقدان الاستقلال اليهودي.

## الخلفية

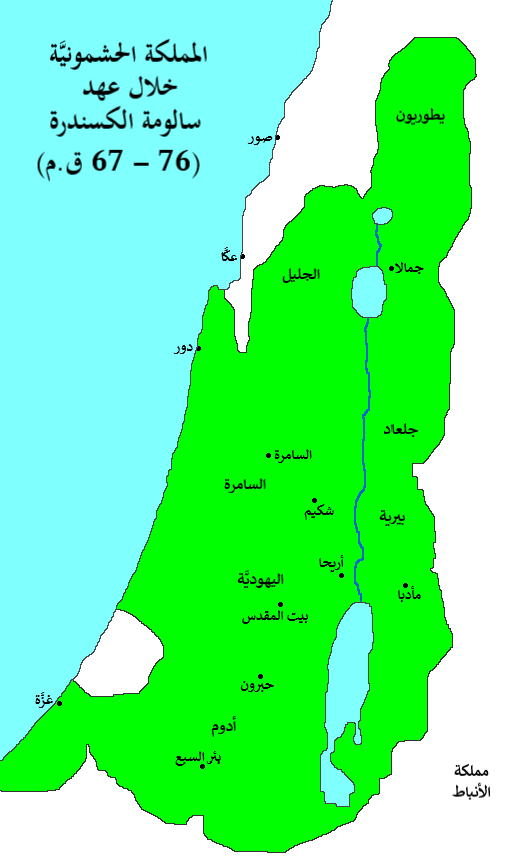
المملكة الحشمونية تحت قيادة سالومي ألكسندرا

تأسست السلالة الحشمونية بعد التمرد المكابي وحصلت على الاستقلال من الإمبراطورية السلوقية، وبعد ذلك أصبحت مملكة إقليمية قوية. وصلت المملكة إلى أقصى حد خلال عهد ألكسندر جنايوس وسالومي ألكسندرا، اللذين كانا لديهما ابنان، هيركانوس وأرسطوبولس. لم يكن هيركانوس، الابن الأكبر، محبوبًا لدى الشعب، وانحاز في الغالب إلى الفريسيين بينما كان شقيقه الأصغر أرسطوبولوس شديد الطموح والشعبية وكان يميل إلى جانب الصدوقيين. لهذا السبب بدأ أرسطوبولس في إجراء اتصالات مع المسؤولين العسكريين وأصحاب المعاقل حتى أثناء حياة والدته.

## المراحل الأولى

### الإخوة يستعدون للصراع
كانت ألكسندرا مريضة للغاية في نهاية أيامها وبدأ أرسطوبولوس في استخدام صِلاته للسيطرة على المدن ومعاقل المملكة الحشمونية واستخدم الأموال التي وجدها هناك لتوظيف المرتزقة وأعلن نفسه ملكًا عندما كانت لا تزال على قيد الحياة. أمرت ألكسندرا، التي فضلت ابنها الأكبر هيركانوس، بسجن زوجة أرسطو وأبنائه في سجن أنطونيا في أورشليم، شمال جبل الهيكل. لقد توفيت بعد ذلك بفترة وجيزة وتوج بعدها هيركانوس ملك يهودا.
اشتبكت قوات الشقيقين بالقرب من أريحا،[بحاجة لمصدر] حيث انضم العديد من رجال هيركانوس إلى أرسطوبولس، وبعدها هرب هيركانوس بسرعة إلى سجن أنطونيا حيث تكمن عائلة شقيقه، ولكن في النهاية، وافق الأخ على السلام وتنازل هيركانوس عن العرش لأرسطوبولوس الذي ضمان سلامة هيركانوس بعد مفاوضات.

### تدخل الأنباط
كان أنتيباتر الأدومي، وهو شخص غني ومؤثر في سياسة يهودا، يكره أرسطوبولوس للغاية ويفضل هيركانوس كملك، ولهذا السبب تحدث مع هيركانوس، وأقنعه بالقتال من أجل التاج، وتحدث إلى حارثة الثالث، ملك الأنباط حول الصفات العظيمة لهيركانوس وبحقه الطبيعي وأقنعه بدعمه ذات ليلة، فر هيركانوس ووصل إلى البتراء عاصمة الأنباط، حيث قدم العديد من الهدايا لإرضاء حارثة، وكذلك عقد صفقة مع حارثة يعيد بموجبها 12 مدينة نبطية أخذها منهم أبيه ألكسندر يانايوس.
أعطى حارثة هيركانوس 50 ألف من سلاح الفرسان والمشاة. بدأ رجال حارثة يتقدمون نحو أورشليم، وهزموا قوات أرسطوبولس. وفيما تحول الآخرين وانضموا إلى جيش هيركانوس، فقد عاد أرسطوبولوس إلى أورشليم التي حوصرت في عيد الفصح من ذلك العام.

## تورط الرومان

### المفاوضات مع سكوروس
أرسل بومبيوس الكبير ماركوس ايميليوس سكوروس إلى سوريا بينما حارب بومبيوس الكبير ضد أرمينيا. أرسل الأخوان رسلًا إلى سكوروس في محاولة لإقناعه بالتحالف معهم، لكن جعلته 300 طالنط من الفضة (أو 400) أرسلها له أرسطوبولس بالإضافة إلى حقيقة أن أورشليم ستكون من الصعب جدًا خرقها يحارب هيركانوس وحارثة. أدى ذلك إلى مغادرة حارثة وتركه لهيركانوس دون دعم نبطي. بعدها، قاد أرسطوبولس جيشه ضد هيركانوس وانخرط في معركة في بابيرون وقتلوا 6000 منهم، بما في ذلك فاليون شقيق أنتيباتر. غادر سكوروس يهودا بعد تلك الأحداث.

### المفاوضات مع بومبيوس الكبير
بعد حربه في أرمينيا، وصل بومبيوس الكبير إلى سوريا وتلقى 500 طالنط من الذهب هدية من أرسطوبولس. ومرة أخرى، أرسل الطرفان رسلًا إلى بومبيوس الكبير وأنتيباتر نيابة عن هيركانوس ورجل يدعى نيكوديموس نيابة عن أرسطوبولس. لقد أرسل آخرون، وهذه المرة نيابة عن الشعب، رسلًا إلى بومبيوس الكبير لإنهاء حكم الملوك على الأرض. وبعد أن أدرك بومبيوس الكبير أن روما يمكن أن تتلاعب بهيركانوس بشكل أفضل، وقف إلى جانبه وأخذ القوات الرومانية في سوريا ضد أرسطوبولس. كان أرسطوبولوس في قلعة ألكساندريون، التي تقع على قمة جبل، وعندما وصل بومبيوس الكبير تحدث معه عدة مرات للتفاوض، حيث طلب منه بومبيوس الكبير أن يدعو جميع رجاله إلى مغادرة القلعة، وقد فعلوا ذلك. ومع ذلك فقد أعرب عن أسفه لتلك الأفعال وهرب إلى أورشليم.

### حصار أورشليم

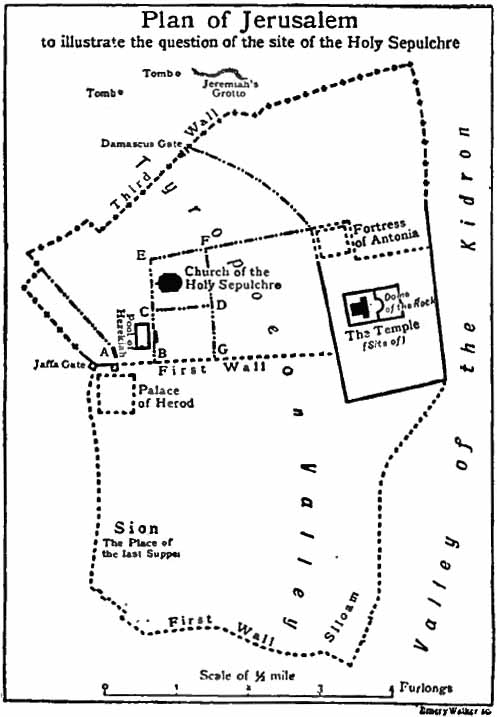
خطة أورشليم

عندما وصل بومبيوس الكبير إلى أورشليم، قام بمسح المدينة:
لحسن حظ بومبيوس الكبير، فقد كان لدى هيركانوس الثاني أنصارًا في المدينة. لقد فتحوا بوابة، ربما تقع في الجزء الشمالي الغربي من سور المدينة، ودخل الرومان. سمح هذا لبومبيوس الكبير بالسيطرة على المدينة العليا في أورشليم، بما في ذلك القصر الملكي، بينما احتل حزب أرسطوبولس الأجزاء الشرقية من المدينة - جبل الهيكل ومدينة داود. عزز اليهود قبضتهم عن طريق تحطيم الجسر فوق وادي Tyropoeon الذي يربط المدينة العليا بجبل الهيكل. لقد عرض عليهم بومبيوس الكبير الفرصة للاستسلام، لكنه بدأ بإحكام الحصار بقوة عندما رفضوا عرضه. كان على قوات بومبيوس الكبير بناء جدار للالتفاف حول المناطق التي يسيطر عليها اليهود ثم نصب معسكره داخل الجدار شمال الهيكل. وهنا وقف ممر جبلي يسمح بالوصول إلى الهيكل، وبالتالي فقد كان تحت حراسة القلعة المعروفة باسم باريز، التي زادها بخندق. لقد أقيم معسكر ثانٍ جنوب شرق الهيكل.
لقد شرعت القوات في ملء الخندق الذي يحمي الجزء الشمالي من هيكل الهيكل وبناء اثنين من الأسوار، أحدهما بجوار باريز والآخر في الغرب، بينما سعى المدافعون، من موقعهم المتفوق، إلى إعاقة الجهود الرومانية. وعندما اكتملت البنوك، أقام بومبيوس الكبير أبراج الحصار وأحضر محركات الحصار وكباش الضرب من صور. وتحت حماية القاذفات التي تقود المدافعين عن الجدران، بدأ هؤلاء في ضرب الجدران المحيطة بالهيكل. وبعد ثلاثة أشهر، تمكنت قوات بومبيوس الكبير أخيرًا من الاستيلاء على أحد أبراج باريز وتمكنت من الدخول إلى منطقة الهيكل من القلعة ومن الغرب. كانت البداية مع فاوستوس كورنيليوس سولا، نجل ديكتاتور روماني سابق وضابط كبير في جيش بومبيوس الكبير. وتلاه اثنين من القواد، هما فوريوس وفابيوس، اللذان قادا كل فوج، والرومان الذين تغلبوا على دفاعات عن اليهود. لقد ذُبح 12 ألف، في حين قتل عدد قليل من القوات الرومانية.
دخل بومبيوس الكبير نفسه قدس الأقداس في الهيكل، الذي لم يكن يُسمح بدخوله إلا للكاهن الأكبر، مما أدى إلى تدنيسه. لم يُزل بومبيوس الكبير أي شيء، لا كنوزه ولا أي أموال، وفي اليوم التالي أمر بتطهير الهيكل واستئناف طقوسه. ثم عاد بومبيوس الكبير إلى روما، وأخذ أرسطوبولس معه في موكب النصر.

## العواقب
كان حصار أورشليم وغزوها كارثة على مملكة الحشمونيين. أعاد بومبيوس الكبير هيركانوس الثاني إلى منصب رئيس الكهنة، لكنه جرده من لقبه الملكي، مع أن روما اعترفت به كعرق عرقي ‏ في عام 47 قبل الميلاد. ظلت يهودا مستقلة ذاتيًا لكنها كانت مضطرة إلى دفع الجزية والاعتماد على الإدارة الرومانية في سوريا. كانت المملكة مقطوعة حيث تم إجبارها على التخلي عن السهل الساحلي، وحرمانها من الوصول إلى البحر الأبيض المتوسط، وكذلك أجزاء من إدوم والسامرة. مُنحت العديد من المدن الهلنستية حكمًا ذاتيًا لتشكيل حلف الديكابولس، تاركة الدولة في حالة تضاؤل كبير.